# Kanton Clermont
Clermont is een kanton van het Franse departement Oise. Het kanton maakt deel uit van het arrondissement Clermont.

## Gemeenten
Het kanton Clermont omvatte tot 2014 de volgende 24 gemeenten:
- Agnetz
- Airion
- Avrechy
- Avrigny
- Bailleul-le-Soc
- Blincourt
- Breuil-le-Sec
- Breuil-le-Vert
- Bulles
- Choisy-la-Victoire
- Clermont (hoofdplaats)
- Épineuse
- Erquery
- Étouy
- Fitz-James
- Fouilleuse
- Lamécourt
- Litz
- Maimbeville
- La Neuville-en-Hez
- Rémécourt
- Rémérangles
- La Rue-Saint-Pierre
- Saint-Aubin-sous-Erquery

Door de herindeling van de kantons bij decreet van 20 februari 2014, met uitwerking in maart 2015, werd het kanton herleid tot volgende 20 gemeenten : 
- Agnetz
- Bailleval
- Breuil-le-Sec
- Breuil-le-Vert
- Catenoy
- Clermont
- Erquery
- Étouy
- Fitz-James
- Fouilleuse
- Labruyère
- Lamécourt
- Liancourt
- Maimbeville
- Nointel
- Rantigny
- Rémécourt
- Rosoy
- Saint-Aubin-sous-Erquery
- Verderonne